# 哈迪 (內布拉斯加州)
哈迪（英語：Hardy）是位於美國內布拉斯加州納科爾斯縣的村。

## 人口
根據2020年美國人口普查的數據，哈迪的面積為1.57平方千米，皆為陸地。當地共有人口97人，而人口密度為每平方千米62人。